# 吉利亚布雷乌
吉利亚布雷乌是葡萄牙波尔图区的一个堂区。总面积7.08平方公里，总人口2386人，人口密度337人/平方公里。